# فرودگاه رایان
فرودگاه رایان (به انگلیسی: Ryan Airfield) یک فرودگاه همگانی بهره‌برداری هوایی است که یک باند فرود آسفالت دارد و طول باند آن ۱۴۹۴ متر است. این فرودگاه در شهر توسان کشور ایالات متحده آمریکا قرار دارد و در ارتفاع ۷۳۷ متری از سطح دریا واقع شده است.